# Maria New
Maria Iandolo New es una genetista estadounidense, profesora de Pediatría, Genómica y Genética en la Escuela de Medicina Icahn del Monte Sinaí de Nueva York. Es experta en hiperplasia suprarrenal congénita (HSC), un trastorno genético que afecta a la glándula suprarrenal y puede afectar al desarrollo sexual.

## Educación médica
New se licenció en la Universidad de Cornell en Ithaca, Nueva York, en 1950, y se doctoró en la Facultad de Medicina Perelman de la Universidad de Pensilvania en Filadelfia, en 1954. Realizó un internado en medicina en el Hospital Bellevue de Nueva York, seguido de una residencia en pediatría en el Hospital de Nueva York. De 1957 a 1958 estudió el funcionamiento renal con una beca de los Institutos Nacionales de la Salud (NIH). De 1958 a 1961 fue pediatra investigadora del Grupo de Estudio de la Diabetes del Programa de Enseñanza de Atención Integral del New York Hospital-Cornell Medical Center, y de 1961 a 1964 obtuvo una segunda beca de los NIH bajo la dirección de Ralph E. Peterson, para estudiar la producción de hormonas esteroides específicas durante la infancia, la niñez y la adolescencia. [cita requerida]

## Carrera profesional
En 1964, New fue nombrada jefa de Endocrinología Pediátrica en el Cornell University Medical College, cargo que ocupó durante 40 años. En 1978, fue nombrada profesora Harold y Percy Uris de Endocrinología Pediátrica y Metabolismo. En 1980, New fue nombrada presidenta del Departamento de Pediatría del Cornell University Medical College y pediatra jefe del Departamento de Pediatría del New York-Presbyterian Hospital. Fue una de las pocas mujeres del país en ocupar la presidencia de una división importante de una facultad de medicina, y su mandato duró 22 años. Mientras era presidenta, New fundó y dirigió el Centro de Investigación Clínica Infantil, con 8 camas, un centro de investigación clínica en pediatría con investigaciones pioneras en endocrinología pediátrica, hematología e inmunología, durante la aparición del SIDA. En 2004, New fue contratada por la Facultad de Medicina de Mount Sinai como profesora de Pediatría y Genética Humana y directora del Programa de Trastornos de los Esteroides Suprarrenales. En la actualidad también es profesora adjunta de genética en el Columbia College of Physicians and Surgeons, y decana asociada de investigación en el Herbert Wertheim College of Medicine de la Universidad Internacional de Florida.
New es reconocida como uno de los principales endocrinólogos pediátricos del mundo. Su carrera vincula la ciencia clínica y la básica. Ha continuado su investigación científica, incluyendo el uso del diagnóstico genético molecular, el diagnóstico prenatal y el tratamiento. Aunque la fisiología de los esteroides era bien conocida cuando New comenzó su carrera científica, pocos de estos conocimientos se habían aplicado a la comprensión de los trastornos de los esteroides en los niños. Las investigaciones de New sobre el mecanismo y la genética de los trastornos esteroideos han establecido normas para la atención prenatal y postnatal de los pacientes con hiperplasia suprarrenal congénita y aparente exceso de mineralocorticoides.[cita requerida]
Durante un periodo de 43 años, New fue titular de la beca más larga financiada de forma continuada por los Institutos Nacionales de la Salud, "El metabolismo de los andrógenos en la infancia", que apoyó la investigación para caracterizar los diversos espectros clínicos de los pacientes con defectos raros de las enzimas esteroidogénicas, como la hiperplasia suprarrenal congénita, y sus consecuencias metabólicas.
En la actualidad, su investigación principal se centra en los trastornos genéticos de los esteroides. New sigue estudiando tres trastornos monogénicos: la deficiencia de 21-hidroxilasa, la deficiencia de 11β-hidroxilasa y el exceso aparente de mineralocorticoides, haciendo hincapié en la correlación genotipo/fenotipo y en el diagnóstico y tratamiento prenatal. Ha publicado más de 640 artículos académicos en una amplia gama de revistas de prestigio y publicó un libro de genética titulado Genetic Steroid Disorders en 2014. También ha recibido numerosos premios en reconocimiento a su labor en el tratamiento de madres y niños afectados por este trastorno.

## Principales descubrimientos
En 1977, New describió por primera vez el exceso aparente de mineralocorticoides (AME) en una niña Zuni. Su equipo fue el primero en publicar las mutaciones de la enzima 11β-hidroxiesteroide deshidrogenasa tipo 2 (codificada por el gen HSD11B2) que causan esta forma potencialmente mortal de hipertensión por bajo nivel de renina. New abrió un nuevo campo de la biología de los receptores al demostrar la acción de la enzima 11β-HSD2 en el receptor mineralocorticoide del túbulo renal distal para metabolizar el cortisol en cortisona y proteger así el receptor. Se trata de la primera demostración del metabolismo de un ligando para reducir su acción en la activación del receptor.
En 1979, New describió una forma de deficiencia leve de 21-hidroxilasa de esteroides denominada deficiencia no clásica de 21-hidroxilasa, que se caracteriza por diversos síntomas hiperandrogénicos que aparecen en el periodo postnatal en hombres y mujeres. La notable prevalencia de 1 de cada 27 judíos asquenazíes de una forma leve de HAC fue documentada por New en 1985 y la frecuencia genética de la mutación es de 1 de cada 3 en la población judía asquenazí. Estos estudios establecieron que la deficiencia de 21-hidroxilasa no clásica es el trastorno más frecuente de todas las enfermedades autosómicas recesivas en humanos. Aunque siempre se había observado un espectro de gravedad de la hiperplasia suprarrenal congénita, New fue la primera en identificar la forma leve con mutaciones moleculares específicas.

## Premios y honores
New ha recibido numerosos honores, que incluyen:
- Premio IPSEN (2014) por su "destacada labor" en endocrinología pediátrica y sus "avances fundamentales"
- Premio Ceppellini, el premio más alto de Italia para la genética (2010)
- Premio Judson J. Van Wyk, Sociedad Endocrina Pediátrica Lawson Wilkins (2010)[9]
- Premio Fred Conrad Koch, The Endocrine Society (2003),[10] el premio más alto de la American Endocrine Society
- Programa General de Centros de Investigación Clínica Undécimo Premio Anual a la Excelencia en Investigación Clínica (1999)
- Premio MERIT, Instituto Nacional de Salud Infantil y Desarrollo Humano (1998)[11]
- Premio al investigador clínico Rhône-Poulenc Rorer, The Endocrine Society (1995)[12]
- Medalla Dale, Sociedad de Endocrinología (1995)[13]
- Robert H. Williams Distinguished Leadership Award, The Endocrine Society (1988),[14] el premio más alto de la British Endocrine Society
- Ganadora del premio Barnard Centennial: "100 mujeres de Nueva York destacadas"
- Premio de posgrado distinguido de la Universidad de Pensilvania[15]
- Director del programa de formación endocrina pediátrica, ACGME
- Cátedra St. Geme, Facultad de Medicina de la Universidad de Colorado (2010)[16]
- Presidenta, The Endocrine Society (1992)
- Presidenta de la Sociedad Endocrina Pediátrica Lawson Wilkins (1985)[17]
- Miembro honorario de la Sociedad de Endocrinología (2005)
- Miembro honorario, Sociedad Endocrina Italiana
- Miembro, Consejo del Presidente de Cornell Women
- Alpha Omega Alpha, Facultad de Medicina de la Universidad de Pensilvania
- New York Practitioner's Society, la sociedad médica más antigua de EE. UU. (En su mayoría premios Nobel y miembros de la Academia Nacional de Ciencias)
- Título honorario, Facultad de Medicina de Turín
- Licenciada honoraria en Medicina (Laurea Honoris Causa), Università degli Studi di Roma

New es miembro activo del Consejo de Salud Pública del Estado de Nueva York, de la Junta Consultiva de Políticas de Salud Pública, del Consejo Nacional de Investigación y Recursos Consultivos del Instituto Nacional de Salud Infantil y Desarrollo Humano, del Comité Consultivo Nacional del Programa Robert Wood Johnson de Desarrollo de Facultades de Medicina para Minorías, del Grupo de Trabajo sobre Violencia Infantil y del Fondo de Dotación Leading Edge de la Columbia Británica. También es asesora del Programa de Cribado de Recién Nacidos del Estado de Nueva York y del Comité Asesor de Medicamentos Endocrinos y Metabólicos de la Administración de Alimentos y Medicamentos, fue presidenta de la Sociedad Endocrina en 1992 y redactora jefe de The Journal of Clinical Endocrinology and Metabolism durante más de seis años. En 2006 recibió el premio Allan Munck de la Facultad de Medicina de Dartmouth. New fue elegida para el Salón de Honor de los Institutos Nacionales de Salud (NIH), recibió un premio al mérito y fue editora de más de 15 revistas y libros de texto médicos de primera línea. New ha recibido dos becas de la Fundación Génesis de Nueva York para estudiar los trastornos genéticos judíos. Como estadounidense de ascendencia italiana, New fue elegida miembro de la Sociedad Italiana de Endocrinología.
En 1996, New fue elegida miembro de la Academia Nacional de Ciencias, uno de los dos únicos pediatras miembros de la Academia.

## Críticas
Se han planteado cuestiones éticas sobre la investigación de New. En concreto, se ha cuestionado si las mujeres embarazadas sometidas a tratamiento por los posibles efectos de la hiperplasia suprarrenal congénita en sus bebés no nacidos fueron informadas adecuadamente sobre los tratamientos que se les administraron. En septiembre de 2010 la FDA no encontró nada que mereciera la pena. En un artículo de 2012, Alice Dreger hizo un seguimiento de las cuestiones implicadas. Se necesitan más investigaciones y estudios a largo plazo para establecer la pauta de uso correcta.